# 政制向前走大聯盟
政制向前走大聯盟，是香港2010年的建制派組織，由支持香港政府《2012年政改方案》人士組成，約有154位發起人及44個發起社團參與，聯盟召集人是鄭耀棠。
政制向前走大聯盟主要組織兩項活動:
- 「支持政制向前走，民主步伐不停留」大簽名
- 「香港民主向前走」大遊行

## 成員組織
- 香港福建社團聯會：政制向前走大聯盟成員[6][7]
  - 泉州同鄉會：政制向前走大聯盟成員[5][6][7]
  - 福建十邑鄉會
- 香港青年聯會：政制向前走大聯盟成員[4]
- 香港青年交流促進聯會：政制向前走大聯盟成員[8]
- 蘇港交流促進會：政制向前走大聯盟成員[8]

## 支援組織
- 香港工會聯合會
- 民主建港協進聯盟
- 新界社團聯會
- 《文匯報》[4]
- 《大公報》[9][4]
- 《香港商報》[10][11]

## 大簽名
2009年12月18日，發動網上及街站簽名運動。約一個月內，收集得160萬個「有效」簽名，交香港特別行政區政府參考。 

## 派錢遊行
大聯盟將於2010年6月19日，在香港島舉行支持「香港民主向前走」大遊行。聯盟成員之一的福建社團聯會旗下香港泉州同鄉會被揭發以津貼利誘會員出席，參加人士可以獲得200港元「膳食津貼」。聯盟召集人鄭耀棠不同意以金錢鼓勵遊行，但派蒸餾水、飯盒及交通津貼可接受。

## 外界批評
香港立法會議員李卓人揶揄，派錢利誘遊行是「製造就業機會」及「政制向錢走」，顯示政改不得人心。